# Anders Celsius

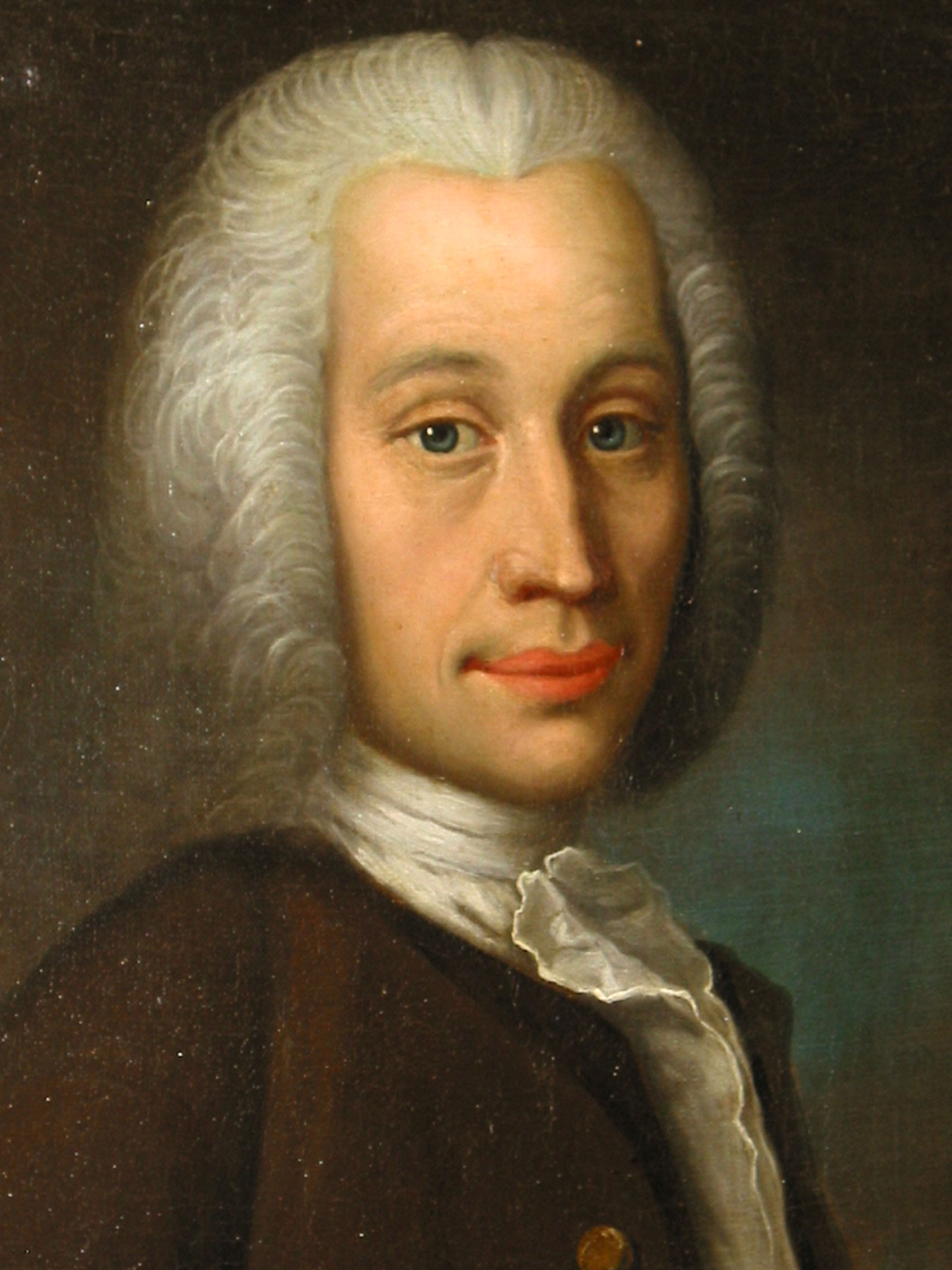
Anders Celsius

Anders Celsius (Uppsala, 27 november 1701 – aldaar, 25 april 1744) was een Zweedse astronoom. Hij is bekend van de celsiustemperatuurschaal.
Zijn familie was afkomstig uit Ovanåker. Zijn achternaam is een latinisering van Höjen of Högen. In 1730 werd Celsius hoogleraar in de astronomie in Uppsala, net als eerder zijn vader. In 1741 richtte hij met een aantal anderen in zijn geboorteplaats een sterrenwacht op.
Het bekendst is hij echter vanwege de celsiustemperatuurschaal, die hij in 1742 invoerde.
Hij definieerde aanvankelijk het kookpunt van water als 0° en het vriespunt als 100°. In 1745, een jaar na Celsius' overlijden, keerde Linnaeus de schaal van Celsius om; dit was om praktische metingen te vergemakkelijken.
Anders Celsius overleed op 42-jarige leeftijd aan tuberculose en werd begraven in de kerk van Gamla Uppsala.
- Bibsys: 90267162
- Bibliothèque nationale de France: cb14606035v (data)
- Catàleg d'autoritats de noms i títols de Catalunya: 981058515356906706
- CiNii: DA10628058
- Gemeinsame Normdatei: 118653326
- International Standard Name Identifier: 0000 0001 1028 7031
- KulturNav: 88502c10-01cf-4257-b1cd-d961fc49a71b
- Library of Congress Control Number: n81124453
- Mathematics Genealogy Project: 233948
- Nationale Bibliotheek van Tsjechië: ola2002158955
- Nederlandse Thesaurus van Auteursnamen: 099257823
- LIBRIS: 180768
- SNAC: w6x95h63
- Système universitaire de documentation: 07455851X
- Virtual International Authority File: 67259216
- WorldCat: E39PBJyGWqGCRDcyjdp8KyWdQq